# Palparellus ovampoanus
Palparellus ovampoanus is een insect uit de familie van de mierenleeuwen (Myrmeleontidae), die tot de orde netvleugeligen (Neuroptera) behoort. 
Palparellus ovampoanus is voor het eerst wetenschappelijk beschreven door Péringuey in 1910.